# Mimoso de Goiás
Mimoso de Goiás is een gemeente in de Braziliaanse deelstaat Goiás. De gemeente telt 2.941 inwoners (schatting 2009).

## Aangrenzende gemeenten
De gemeente grenst aan Água Fria de Goiás, Niquelândia, Padre Bernardo en Vila Propício.